# Gymnosoma fuliginosum
Gymnosoma fuliginosum är en tvåvingeart som beskrevs av Robineau-desvoidy 1830. Gymnosoma fuliginosum ingår i släktet Gymnosoma och familjen parasitflugor. Inga underarter finns listade i Catalogue of Life.